# Gynacantha albistyla
Gynacantha albistyla – gatunek ważki z rodziny żagnicowatych (Aeshnidae).